# Oberlarg
Oberlarg ist eine französische Gemeinde mit 136 Einwohnern (Stand 1. Januar 2022) im Département Haut-Rhin in der Region Grand Est (bis 2015 Elsass). Sie gehört zum Gemeindeverband Sundgau. Auf dem Gemeindegebiet liegen auch Burgruine und Hof des Château de Morimont (Burg Mörsberg).

## Geographie
Oberlarg liegt in einer Talmulde des Nordjura im Süden des Elsasses. In der Mulde entspringt die Largue, in deren Einzugsgebiet Oberlarg größtenteils liegt. Wenig unterhalb Oberlarg durchschneidet die Larg die Jurakette der Montagne und erreicht bei Levoncourt, ihre Laufrichtung ändernd, das Sundgauer Tertiärhügelland. Die Gebiete folgender Gemeinden grenzen an das Gemeindegebiet von Oberlarg: Liebsdorf im Norden, Winkel im Osten, Lucelle im Südosten, La Baroche (Schweiz) im Süden, Levoncourt im Südwesten sowie Courtavon im Westen.

### Wasserscheide
In Oberlarg befindet sich der Schnittpunkt der Einzugsgebiete der rheinischen Zuflüsse Ill (Largue) und Birs (Lützel) einerseits und der Rhone (Allaine) andererseits, und zwar westlich von Les Ebourbettes auf einem namenlosen Berg (727 m), nahe der Grenze zu Charmoille und Lucelle.

## Geschichte
.Grabungen am Mannlefelsen brachten an die 4000 steinzeitliche Fundstücke zutage, die eine Besiedlung von der Mittleren Steinzeit bis in die Jungsteinzeit bezeugen. Daneben wurden auch Spuren der Bronzezeit festgestellt. Ein Schädelfund in 4,70 m Tiefe wird auf etwa 7000 v. Ch. datiert. 
Der sich vom Flussnamen ableitende Ortsname ist keltischen Ursprungs. In den Urkunden erscheint er 1145 als Larga, 1175 als Largen, 1394 als Ober Large und 1793 als Oberlarg. Im 16. Jahrhundert wird das frankophone Dorf als Welschenlarg bezeichnet. 1585 erscheint Morimont auf einer Karte von Mercator als Morspurg.
Die Herren von Morimont hatten den Ort als Lehen der Grafen von Pfirt inne. Bis 1324 gehörte der Ort zur Grafschaft Pfirt (Herrschaft Morimont) und kam dann durch die Heirat der Johanna von Pfirt mit Herzog Albrecht II. von Österreich an Habsburg. Im Westfälischen Frieden 1648 ging der Ort mit dem ganzen elsässischen Besitz der Habsburger an die französische Krone. Von 1871 bis zum Ende des Ersten Weltkrieges gehörte Oberlarg als Teil des Reichslandes Elsaß-Lothringen zum Deutschen Reich und war dem Kreis Altkirch im Bezirk Oberelsaß zugeordnet.

## Bevölkerungsentwicklung
| Jahr      | 1910 | 1962 | 1968 | 1975 | 1982 | 1990 | 1999 | 2006 | 2017 |
| Einwohner | 225  | 162  | 174  | 157  | 148  | 146  | 143  | 146  | 138  |

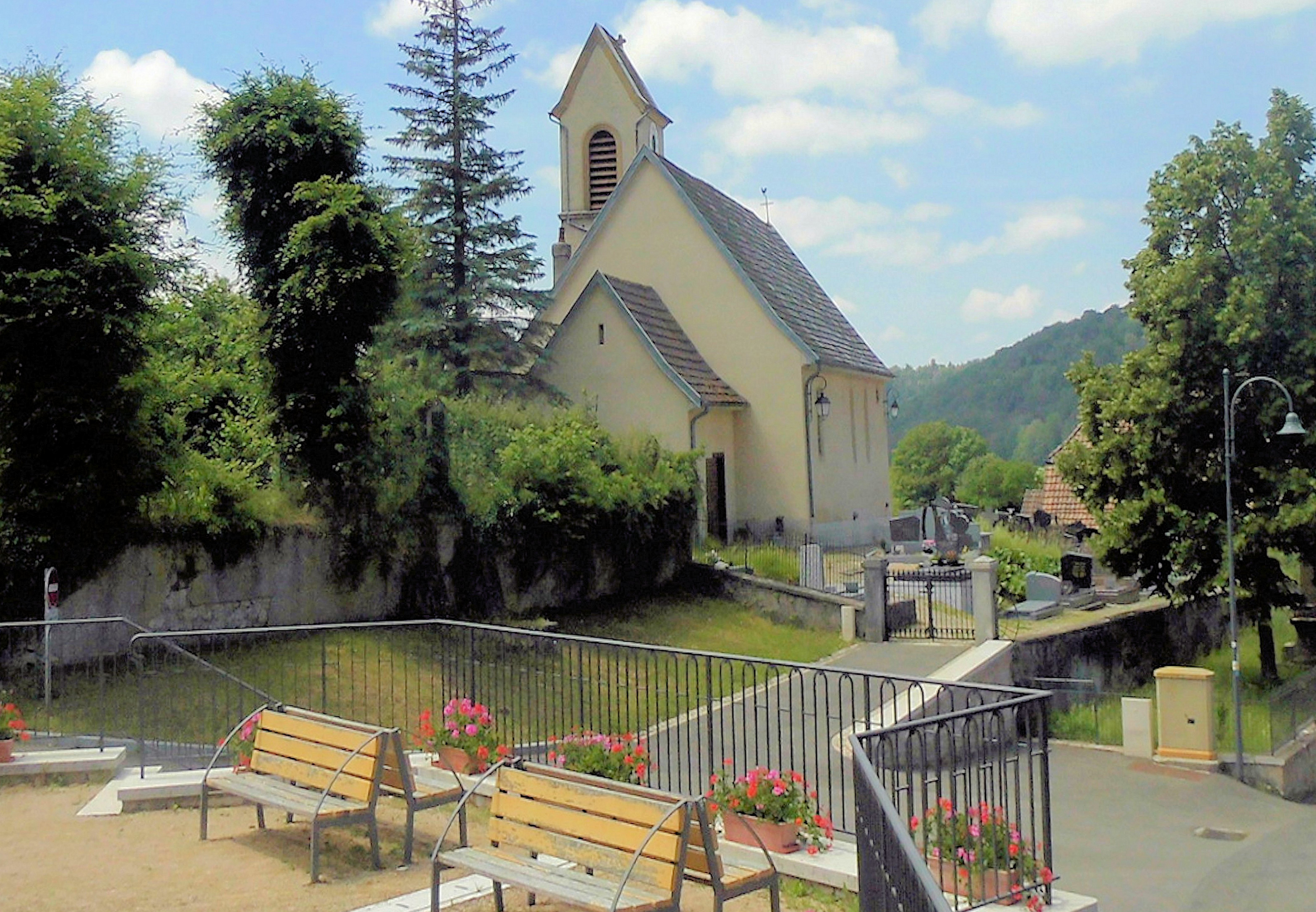
Kirche St. Martin
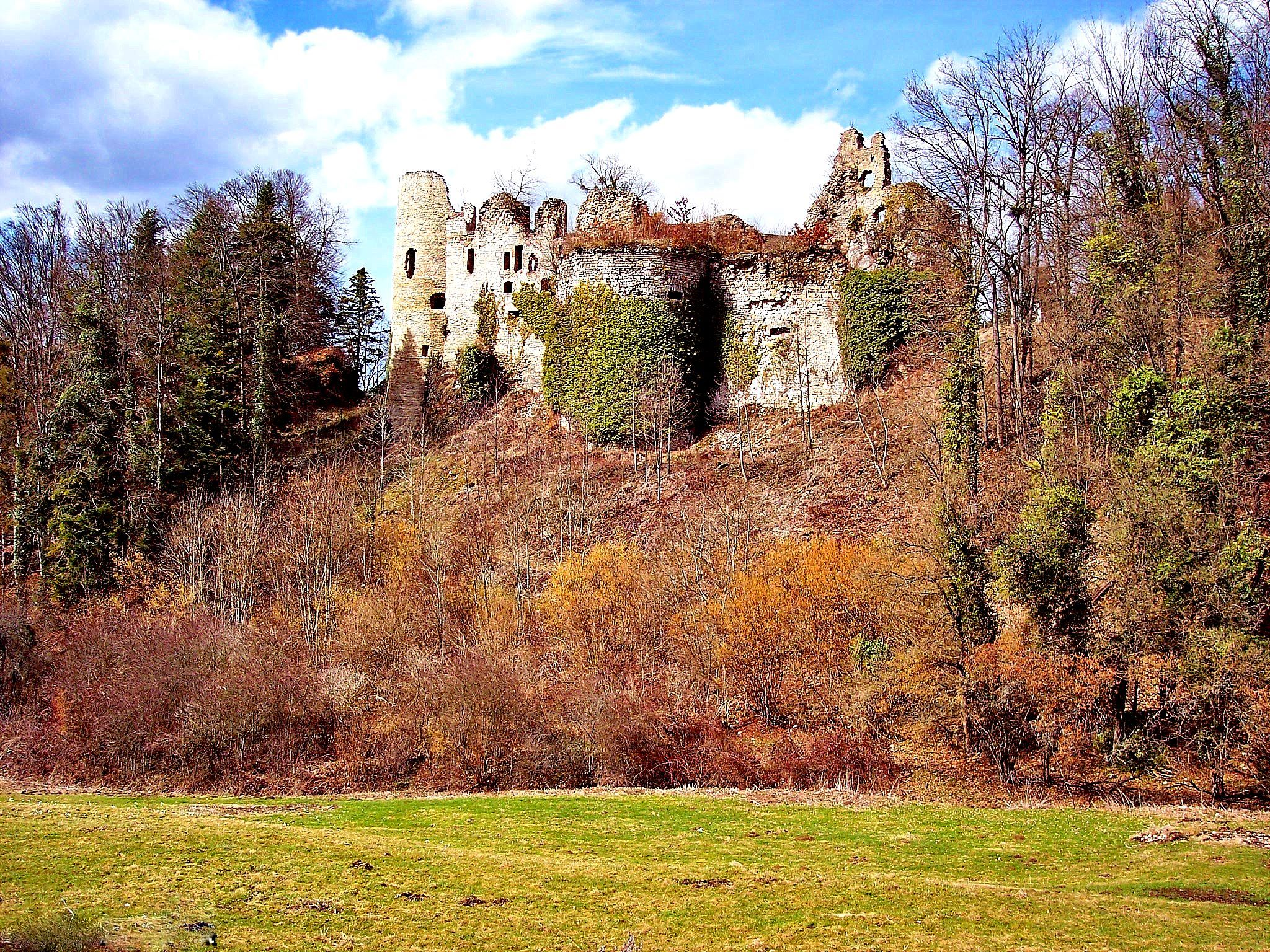
Burgruine Mörsberg (Morimont)
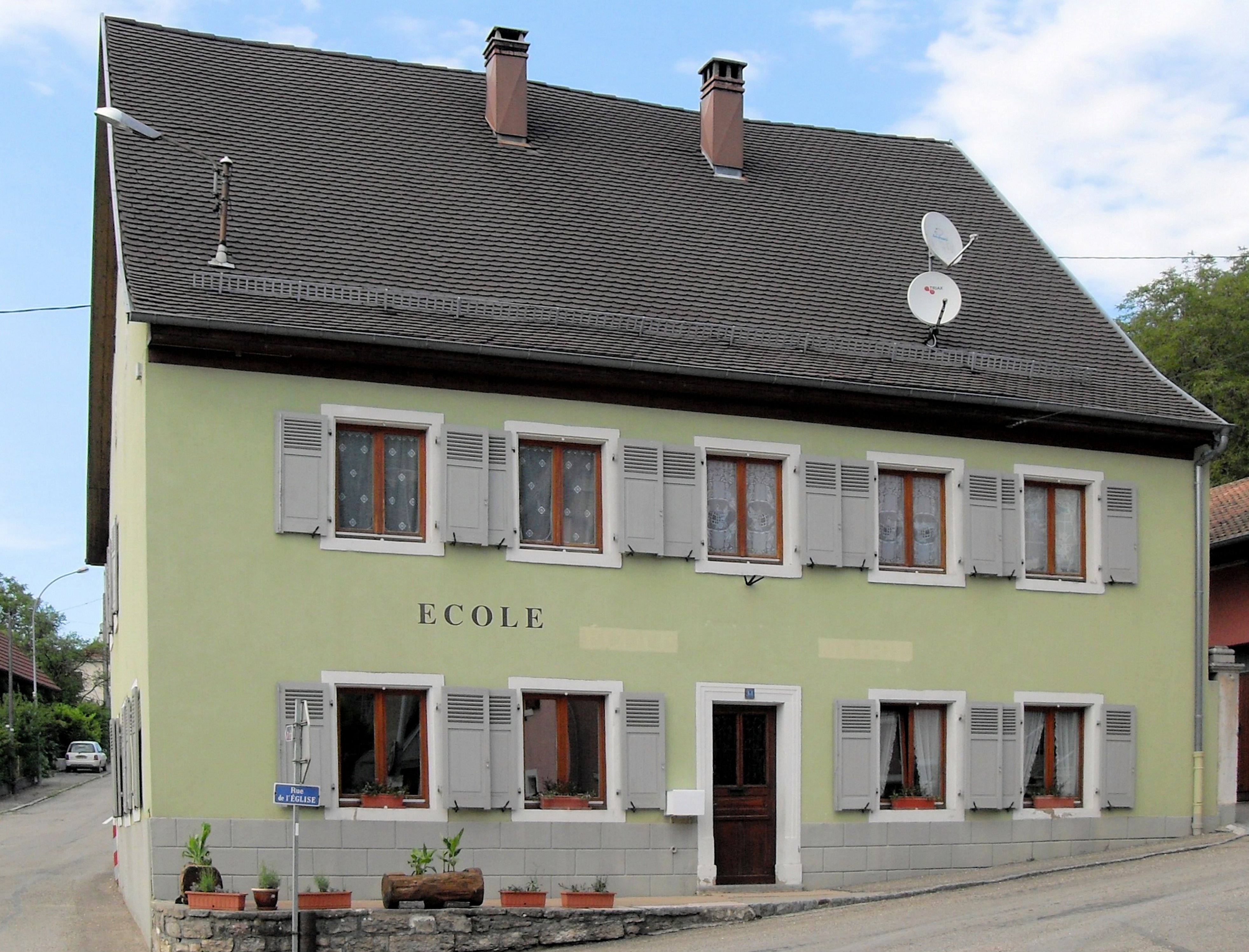
Schule

## Bauwerke
Die Sankt-Martinskirche wurde seit dem Mittelalter bis zur Revolution durch die Zisterzienser von Lützel betreut. Neubau um 1745. Der Turm von 1930. Beachtenswerte barocke Innenausstattung.
Ruine der Burg Mörsberg (Château de Morimont). Die Burg der Herren von Morimont wird urkundlich erstmals im 13. Jahrhundert erwähnt. Schäden im Basler Erdbeben von 1356. 1447 und 1465 durch die Eidgenossen verwüstet. Im 16. Jahrhundert geschützsicher ausgebaut. Seit 1582 im Besitz der Grafen von Ortenburg-Salamanca. Im Dreißigjährigen Krieg 1632 zuerst durch die Schweden, dann 1637 durch die Franzosen endgültig zerstört. Louis XIV. übereignete die Burg den Herren von Vignacourt, deren Schlossbau (erbaut mit Abbruchmaterial der Burg) noch existiert. In der Französischen Revolution als Nationalgut versteigert.